# Avarua (cratère)
Le cratère Avarua est un cratère d'impact de 49,99 km de diamètre situé sur Mars dans le quadrangle d'Hellas. Il a été nommé en référence à la ville d'Avarua, capitale des Îles Cook.